# 1. Mobilisierungswelle (Japanisches Kaiserreich)
Die 1. Mobilisierungswelle (jap. 本土決戦第一次兵備, Hondo kessen dai-ichi-ji heibi, dt. etwa „Hauptinseln-Entscheidungsschlacht 1. Welle“) war eine Aufstellung von neuen Divisionen und Selbstständigen Gemischten Brigaden für das Kaiserlich Japanische Heer, die aufgrund eines vom Daihon’ei (Japanisches Hauptquartier) im Februar 1945 erlassenen Befehls erfolgte. Damit wollte der japanische Generalstab der Gefahr einer antizipierten alliierten Invasion (Operation Downfall) zuvorkommen.
Im April folgte die 2. Mobilisierungswelle und im Mai die 3. Mobilisierungswelle.

## Aufstellung
Ende 1944 war die Situation im Pazifikkrieg für das Kaiserreich Japan in eine kritische Phase getreten. Der 1944 verfasste Verteidigungsplan Operation Shō-gō, der unter anderem eine erfolgreiche Verteidigung der Philippinen vorsah, um die Schifffahrtswege nach Indonesien, Malaysia, Thailand und Burma aufrechtzuerhalten, war durch die Niederlage auf den Philippinen hinfällig geworden. Im Januar 1945 entschloss sich das Daihon’ei, die Verteidigung komplett umzustrukturieren. Dem Zentralen Verteidigungskommando sollte mehrere neuaufgestellte Regionalarmeen unterstellt werden, mit denen die drei südlichsten japanischen Hauptinseln Honshū, Shikoku und Kyūshū verteidigt werden sollten. Bereits am 26. Februar 1945 wurde der Plan abgeändert. Das Zentrale Verteidigungskommando wurde durch die 1. und 2. Hauptarmee ersetzt, die sich das Operationsgebiet teilte. Um die enormen Verluste an Menschen und Material auszugleichen, die das Heer allein in den vorausgegangenen zwölf Monaten erlitten hatte, wurde die 1. Mobilisierungswelle aufgestellt, die 16 Division und eine Selbstständige Gemischte Brigade umfasste und ca. 200.000 Mann stark war.
Die neu aufgestellten Divisionen hatten eine geringere Mannstärke (teilweise nur 50 %) als die vor dem Pazifikkrieg aufgestellten Divisionen. Da sie über praktisch keine Transportmittel verfügten waren sie ausschließlich zur statischen Verteidigung gedacht und wurden Küsten-Divisionen genannt. Der Ausbildungsstand und Bewaffnung der Küsten-Divisionen war gering und wurde durch eine verstärkte Artillerie innerhalb der Division kompensiert.

### 140. Division
Die 140. Division (jap. 第140師団, Dai-hyakuyonjū Shidan), auch 140. Küsten-Division, wurde 1945 aufgestellt und aufgelöst. Ihr Tsūshōgō-Code (militärischer Tarnname) war Schutz-des-Ostens-Division (護東兵団, Gotō-heidan).
Gliederung
- 140. Infanterie-Divisions-Stab
  - 140. Infanterie-Brigade-Stab
    - 401. Infanterie-Regiment
    - 402. Infanterie-Regiment
    - 403. Infanterie-Regiment
    - 404. Infanterie-Regiment

  - 140. Divisions-Artillerie-Bataillon

Gesamtstärke: 17.000 Mann

### 142. Division
Die 142. Division (jap. 第142師団, Dai-hyakuyonjūni Shidan), auch 142. Küsten-Division, wurde 1945 aufgestellt und aufgelöst. Ihr Tsūshōgō-Code (militärischer Tarnname) war Schutz-Sendais-Division (護仙兵団, Gosen-heidan).
Gliederung
- 142. Infanterie-Divisions Stab
  - 142. Infanterie-Brigade Stab
    - 405. Infanterie-Regiment
    - 406. Infanterie-Regiment
    - 407. Infanterie-Regiment
    - 408. Infanterie-Regiment

  - 142. Divisions-Artillerie-Bataillon

Gesamtstärke: 10.000 Mann

### 143. Division
Die 143. Division (jap. 第143師団, Dai-hyakuyonjūsan Shidan), auch 143. Küsten-Division, wurde 1945 aufgestellt und aufgelöst. Ihr Tsūshōgō-Code (militärischer Tarnname) war Schutz-Nagoyas/des-Alten-Division (護古兵団, Goko-heidan).
Gliederung
- 143. Infanterie-Divisions Stab
  - 143. Infanterie-Brigade Stab
    - 409. Infanterie-Regiment
    - 410. Infanterie-Regiment
    - 411. Infanterie-Regiment
    - 412. Infanterie-Regiment

  - 143. Divisions-Artillerie-Bataillon

Gesamtstärke: 10.000 Mann

### 144. Division
Die 144. Division (jap. 第144師団, Dai-hyakūyonjūyon Shidan), auch 144. Küsten-Division, wurde 1945 aufgestellt und aufgelöst. Ihr Tsūshōgō-Code (militärischer Tarnname) war Schutz-Osakas/der-Hügel-Division (護阪兵団, Goban-heidan).
Gliederung
- 144. Infanterie-Divisions Stab
  - 144. Infanterie-Brigade Stab
    - 413. Infanterie-Regiment
    - 414. Infanterie-Regiment
    - 415. Infanterie-Regiment
    - 416. Infanterie-Regiment

  - 144. Divisions-Artillerie-Bataillon

Gesamtstärke: 10.000 Mann

### 145. Division
Die 145. Division (jap. 第145師団, Dai-hyakuyonjūsgo Shidan), auch 145. Küsten-Division, wurde 1945 aufgestellt und aufgelöst. Ihr Tsūshōgō-Code (militärischer Tarnname) war Schutz-der-Provinz-Division (護州兵団, Goshū-heidan).
Gliederung
- 145. Infanterie-Divisions Stab
  - 145. Infanterie-Brigade Stab
    - 417. Infanterie-Regiment
    - 418. Infanterie-Regiment
    - 419. Infanterie-Regiment
    - 420. Infanterie-Regiment

  - 145. Divisions-Artillerie-Bataillon

Gesamtstärke: 10.000 Mann

### 146. Division
Die 146. Division (jap. 第146師団, Dai-146 Shidan), auch 146. Küsten-Division, wurde 1945 aufgestellt und aufgelöst. Ihr Tsūshōgō-Code (militärischer Tarnname) war Schutz-des-Südens-Division (護南兵団, Gonan-heidan).
Gliederung
- 146. Infanterie-Divisions Stab
  - 146. Infanterie-Brigade Stab
    - 421. Infanterie-Regiment
    - 422. Infanterie-Regiment
    - 423. Infanterie-Regiment
    - 424. Infanterie-Regiment

  - 146. Divisions-Artillerie-Bataillon

Gesamtstärke: 10.000 Mann

### 147. Division
Die 147. Division (jap. 第147師団, Dai-147 Shidan), auch 147. Küsten-Division, wurde 1945 aufgestellt und aufgelöst. Ihr Tsūshōgō-Code (militärischer Tarnname) war Schutz-des-Nordens-Division (護北兵団, Gohoku-heidan).
Gliederung
- 147. Infanterie-Divisions Stab
  - 147. Infanterie-Brigade Stab
    - 425. Infanterie-Regiment
    - 426. Infanterie-Regiment
    - 427. Infanterie-Regiment
    - 428. Infanterie-Regiment

  - 147. Divisions-Artillerie-Bataillon

Gesamtstärke: 10.000 Mann

### 150. Division
Die 150. Division (jap. 第150師団, Dai-150 Shidan), auch 150. Küsten-Division, wurde 1945 aufgestellt und aufgelöst. Ihr Tsūshōgō-Code (militärischer Tarnname) war Schutz-Koreas-Division (護朝兵団, Gochō-heidan).
Gliederung
- 150. Infanterie-Divisions Stab
  - 150. Infanterie-Brigade Stab
    - 429. Infanterie-Regiment
    - 430. Infanterie-Regiment
    - 431. Infanterie-Regiment
    - 432. Infanterie-Regiment

  - 150. Divisions-Artillerie-Bataillon

Gesamtstärke: 10.000 Mann

### 151. Division
Die 151. Division (jap. 第151師団, Dai-151 Shidan), auch 1xx. Küsten-Division, wurde 1945 aufgestellt und aufgelöst. Ihr Tsūshōgō-Code (militärischer Tarnname) war Schutz-Utsunomiyas/des-Himmels-Division (護宇兵団, Gou-heidan).
Gliederung
- 151. Infanterie-Divisions Stab
  - 151. Infanterie-Brigade Stab
    - 433. Infanterie-Regiment
    - 434. Infanterie-Regiment
    - 435. Infanterie-Regiment
    - 436. Infanterie-Regiment

  - 151. Divisions-Artillerie-Bataillon

Gesamtstärke: 10.000 Mann

### 152. Division
Die 152. Division (jap. 第152師団, Dai-152 Shidan), auch 152. Küsten-Division, wurde 1945 aufgestellt und aufgelöst. Ihr Tsūshōgō-Code (militärischer Tarnname) war Schutz-Kanazawas/der-Bäche-Division (護沢兵団, Gotaku-heidan).
Gliederung
- 152. Infanterie-Divisions Stab
  - 152. Infanterie-Brigade Stab
    - 437. Infanterie-Regiment
    - 438. Infanterie-Regiment
    - 439. Infanterie-Regiment
    - 440. Infanterie-Regiment

  - 152. Divisions-Artillerie-Bataillon

Gesamtstärke: 10.000 Mann

### 153. Division
Die 153. Division (jap. 第153師団, Dai-153 Shidan), auch 153. Küsten-Division, wurde 1945 aufgestellt und aufgelöst. Ihr Tsūshōgō-Code (militärischer Tarnname) war Schutz-der-Hauptstadt-Division (護京兵団, Gokyō-heidan).
Gliederung
- 153. Infanterie-Divisions Stab
  - 153. Infanterie-Brigade Stab
    - 441. Infanterie-Regiment
    - 442. Infanterie-Regiment
    - 443. Infanterie-Regiment
    - 444. Infanterie-Regiment

  - 153. Divisions-Artillerie-Bataillon

Gesamtstärke: 10.000 Mann

### 154. Division
Die 154. Division (jap. 第154師団, Dai-154 Shidan), auch 154. Küsten-Division, wurde 1945 aufgestellt und aufgelöst. Ihr Tsūshōgō-Code (militärischer Tarnname) war Schutz-der-Wege-Division (護路兵団, Goji-heidan).
Gliederung
- 154. Infanterie-Divisions Stab
  - 154. Infanterie-Brigade Stab
    - 445. Infanterie-Regiment
    - 446. Infanterie-Regiment
    - 447. Infanterie-Regiment
    - 448. Infanterie-Regiment

  - 154. Divisions-Artillerie-Bataillon

Gesamtstärke: 10.000 Mann

### 155. Division
Die 155. Division (jap. 第155師団, Dai-155 Shidan), auch 155. Küsten-Division, wurde 1945 aufgestellt und aufgelöst. Ihr Tsūshōgō-Code (militärischer Tarnname) war Schutz-des-Bodens-Division (護土兵団, Godo-heidan).
Gliederung
- 155. Infanterie-Divisions Stab
  - 155. Infanterie-Brigade Stab
    - 449. Infanterie-Regiment
    - 450. Infanterie-Regiment
    - 451. Infanterie-Regiment
    - 452. Infanterie-Regiment

  - 155. Divisions-Artillerie-Bataillon

Gesamtstärke: 10.000 Mann

### 156. Division
Die 156. Division (jap. 第156師団, Dai-156 Shidan), auch 156. Küsten-Division, wurde 1945 aufgestellt und aufgelöst. Ihr Tsūshōgō-Code (militärischer Tarnname) war Schutz-des-Westens-Division (護西兵団, Gosei-heidan).
Gliederung
- 156. Infanterie-Divisions Stab
  - 156. Infanterie-Brigade Stab
    - 453. Infanterie-Regiment
    - 454. Infanterie-Regiment
    - 455. Infanterie-Regiment
    - 456. Infanterie-Regiment

  - 156. Divisions-Artillerie-Bataillon

Gesamtstärke: 10.000 Mann

### 157. Division
Die 157. Division (jap. 第157師団, Dai-157 Shidan), auch 157. Küsten-Division, wurde 1945 aufgestellt und aufgelöst. Ihr Tsūshōgō-Code (militärischer Tarnname) war Schutz-Hirosakis/der-Weite-Division (護弘兵団, Gokō-heidan).
Gliederung
- 157. Infanterie-Divisions Stab
  - 157. Infanterie-Brigade Stab
    - 457. Infanterie-Regiment
    - 458. Infanterie-Regiment
    - 459. Infanterie-Regiment
    - 460. Infanterie-Regiment

  - 157. Divisions-Artillerie-Bataillon

Gesamtstärke: 10.000 Mann

### 160. Division
Die 160. Division (jap. 第160師団, Dai-160 Shidan), auch 160. Küsten-Division, wurde 1945 aufgestellt und aufgelöst. Ihr Tsūshōgō-Code (militärischer Tarnname) war Schutz-Koreas-Division (護鮮兵団, Gosen-heidan).
Gliederung
- 160. Infanterie-Divisions Stab
  - 160. Infanterie-Brigade Stab
    - 461. Infanterie-Regiment
    - 462. Infanterie-Regiment
    - 463. Infanterie-Regiment
    - 464. Infanterie-Regiment

  - 160. Divisions-Artillerie-Bataillon

Gesamtstärke: 10.000 Mann

### 101. Selbstständige Gemischte Brigade
Die 101. Selbstständige Gemischte Brigade wurde 1945 aufgestellt und aufgelöst.
Gliederung nicht bekannt

Gesamtstärke: ca. 5.000 Mann